# Arycanda absorpta
Arycanda absorpta là một loài bướm đêm trong họ Geometridae.